# اولگ رومانیشین
اولگ میخائیلویچ رومانیشین (اوکراینی: Олег Михайлович Романишин؛ متولد ۱۰ ژانویه ۱۹۵۲) یک استاد بزرگ شطرنج اوکراین و قهرمان سابق اروپایی است.

## حرفه
بسیاری از افتخارات و جوایز رومانیشین در دوران جوانی به او داده شد. او پس از پیروزی در مسابقات قهرمانی اروپا در سال ۱۹۷۳ به عنوان استاد بین‌المللی شناخته شد. در سال ۱۹۷۴، رومانیشین عضو تیم برنده اتحاد جماهیر شوروی در مسابقات قهرمانی جهانی دانشجویی در انگلستان بود، او بهترین نتیجه را به‌دست‌آورد.
در سال بعد او نتایج فوق‌العاده ای را در مسابقات قهرمانی اتحاد جماهیر شوروی به ثمر رساند و دومین جایزه را با بوریس گلکو، میخائیل تال و رافائل وگانانیان پس از تیمران پتروسیان به ثمر رساند. در سال ۱۹۷۶، عنوان استادبزرگ شطرنج او تصویب شد.
رومانیشین دارای مجموعه قابل توجهی از پیروزی‌های مسابقات، از جمله اودسا ۱۹۷۴، ۱۹۷۵، یورو ۱۹۷۶، هاستینز ۱۹۷۶/۷۷، لنینگراد ۱۹۷۷ (مشترک با تال)، Gausdal 1979، Polanica Zdroj 1980، Lviv 1981 (مشترک با Tal), Jurmala 1983، مسکو ۱۹۸۵، رجیو امیلیا ۱۹۸۶ (مشترک با آندرسون و لیوبوویچ) و Debrecen 1990. جایگاه دوم در Tilburg سال ۱۹۷۹ (بعد از آناتولی کارپف) و دورتموند ۱۹۸۲ (بعد از هورت) نیز نشانه‌های مهم در حرفه او بود، همان‌طور که او سومین مرحله مسابقات در Sochi در سال ۱۹۸۲ بود.
در المپیادها او اتحاد جماهیر شوروی را در سال ۱۹۷۸ شرکت کرد و بعد از دهه ۱۹۹۰ برای اوکراین بازی کرد و در مجموع ۲ مدال نقره و ۲ برنز را کسب کرد. در مسابقات قهرمانی شطرنج اروپا، برنده مدال طلا شد.
سبک بازی شطرنج او به عنوان تهاجمی توصیف شده‌است.